# Cantonul Le Lamentin-3
Cantonul Le Lamentin-3 este un canton din arondismentul Fort-de-France, Martinica, Franța.

## Comune
| Comune      | Populație (1999) | Cod poștal | Cod INSEE |
| ----------- | ---------------- | ---------- | --------- |
| Le Lamentin | 11.934 (*)       | 97232      | 97213     |